# Górczyna (Beskid Wyspowy)
Górczyna (522 m) – niewielkie wzniesienie na zachodnim krańcu pasma Łopusza w Beskidzie Wyspowym, w obrębie miejscowości Żegocina i Rozdziele. Nazwa pochodzi od należącego do Żegociny osiedla Górczyna na jej północnych stokach. Zachodnie i południowe stoki Górczyny opadają do doliny Trzciańskiego Potoku zwanego też Sanką. Podnóżami Górczyny wzdłuż doliny tego potoku poprowadzono drogę wojewódzka nr 965 z Zielonej przez Bochnię do Limanowej. W północno-wschodnim kierunku Górczyna sąsiaduje z wzniesieniem Łopusza Zachodniego (661 m). Jest zalesiona, a jej względna wysokość nad doliną Trzciańskiego Potoku wynosi około 160 m